# Mișevsko, Kărdjali
Mișevsko (în bulgară Мишевско) este un sat în comuna Djebel, regiunea Kărdjali,  Bulgaria. 

## Demografie
Componența etnică a satului Mișevsko
     Turci (88,85%)
     Nicio identificare (11,14%)
     Altele (0%)
La recensământul din 2011, populația satului Mișevsko era de 323 locuitori. Din punct de vedere etnic, majoritatea locuitorilor (88,85%) erau turci. Pentru 11,14% din locuitori nu este cunoscută apartenența etnică.